# Ouddorp
Ne doit pas être confondu avec Oudorp.
Ouddorp est un village dans la commune néerlandaise de Goeree-Overflakkee, dans la province de la Hollande-Méridionale. Le 1er janvier 2007, le village comptait 5 930 habitants.
Ouddorp est situé sur l'île de Goeree-Overflakkee.
Jusqu'en 1966, Ouddorp était une commune indépendante. Le 1er janvier de cette année, Ouddorp a été rattaché à la commune de Goedereede, en même temps que Stellendam.